# Набакеви (Самтредский муниципалитет)
Набакеви (груз. ნაბაკევი) — село в Грузии, на территории Самтредского муниципалитета края (мхаре) Имеретия.

## География
Село находится в западной части Грузии, на левом берегу реки Цхенисцкали, на расстоянии 5 километров к северу от города Самтредиа, административного центра муниципалитета. Абсолютная высота — 35 метров над уровнем моря.

## Население
По результатам официальной переписи населения 2014 года, в Набакеви проживало 423 человека (197 мужчин и 226 женщин). В национальной структуре населения грузины составляли 100 %.
| Год  | Население, человек |
| ---- | ------------------ |
| 2002 | 564                |
| 2014 | ↘ 423              |